# Ellipsidion bicolor
Ellipsidion bicolor är en kackerlacksart som först beskrevs av Johann Gottlieb Otto Tepper 1895.  Ellipsidion bicolor ingår i släktet Ellipsidion och familjen småkackerlackor. Inga underarter finns listade i Catalogue of Life.